# Beni (ville)
Pour les articles homonymes, voir Beni.
Beni est une ville de la république démocratique du Congo, située à proximité du parc national des Virunga, sur le plateau du mont Ruwenzori (5 109 mètres d'altitude), en bordure de la forêt de l'Ituri, dans la province du Nord-Kivu. Elle se trouve à 90 km de Kasindi, la future ville qui fait frontière avec l'Ouganda. Beni devient souvent la capitale de la province du Nord-Kivu lorsque Goma est confrontée à des crises sécuritaires. Elle forme une entité administrative distincte au sein du territoire de Beni et elle est une ville sœur de Butembo à quelques 57 km.

## Histoire

### Fin duXIXesiècle
C'est en 1894 que les Belges installent un poste d'État dans ce qui est le territoire administratif actuel de Beni.
En 1889, l'explorateur Henry Morton Stanley découvrit le mont Rwenzori dont le sommet était à l'époque couvert de neige sur 7 km2. Depuis, la fonte du glacier s'est accentuée à cause du changement climatique au point qu'il ne reste plus qu'un petit km².
L'islam imposé par les Arabes et des esclavagistes arabisés se développe dans la région de Beni à partir de 1870, ce qui pourrait expliquer en partie l'usage du swahili en tant que langue véhiculaire de l'époque, le swahili tirant de la langue arabe une bonne partie de son vocabulaire.
Jusqu'aux années 1900, Beni et Irumu faisaient partie de la zone administrative du Haut-Ituri. Vers 1902, Beni fut rattaché à Rutshuru dans le Kivu, marquant ainsi sa séparation définitive d'avec Irumu.

### Toponymie
Selon certaines sources, le nom serait la déformation de « Mbene (chèvre en français) ». D'après Butoa Balingene : « Ici habitait un homme qui avait beaucoup de chèvres et pour cela on l’appelait « Mbene ». Et quand les colons sont arrivés, au lieu d’écrire « Mbene » ils avaient écrit ʺBeniˮ ».
Selon d’autres sources, Beni tire son nom de l’arbre appelé « Eebeni » qui veut dire bois d’ébène ou bois noir. Les arabes et les Babembes qui avaient découvert ces arbres les exploitaient dans leurs menuiseries installées au quartier « Cité-Belge ». D'après Pasteur Nzembule « Eebeni est devenu Beni car les colons avaient mal compris la prononciation des autochtones qui disaient « Eebeni Ubongulu ». Ces arbres se trouvaient près de la véranda appelée BOOMA et c’était un palais royal. C’est le lieu où se trouve l’actuelle Mairie de Beni. ».
Selon d'autres sources, la ville doit son nom à Mbene, un chef coutumier influent qui administra cette agglomération avant l'arrivée des colons belges. Un colon belge ayant demandé le nom du village auprès des autochtones avait eu comme réponse « Chez Mbene », mais aurait comprit et noté « Beni ».
Les noms donnés à plusieurs sites, quartiers et rivières autour de la ville de Beni témoigneraient d'une forte influence des colons belges au Congo-Léopoldville en général et dans l'est du pays en particulier. « Boïkene » est le nom d'un des quartiers huppés de Beni. Ce quartier doit ce nom à un Belge qui aurait souhaité un « bon week-end », en fin de semaine, à l'équipe de cantonniers qu'il dirigeait. Ces derniers, analphabètes, ont cru que ce lieu s’appellerait « Bo-ï-Kene » et se mirent à propager la nouvelle autour d'eux. De Cité Belge (vers Mabolio), un autre Belge se serait intéressé à la montagne qui surplombe ce village et aurait demandé aux badauds : « Qu'y a-t-il là-haut? » Depuis, ladite montagne s'appelle « La-o ». Et un autre colon belge, alors qu'il se trouvait sur la route de Mangina, donna ordre à ses accompagnateurs : « Passez ici et suivez le chemin de la brousse ! ». Ces derniers se dirent entre eux : « Le Blanc dit que ce village s'appelle 'Pa-sse-si' et que de l'autre côté où son doigt était pointé c'est 'Bou-rou-sse' ». Ainsi seraient nés les noms de Pasisi et de Burutsu. Enfin, pour ce qui est de l'origine du nom porté par la rivière Semliki, on raconte qu'un explorateur aurait demandé à un pêcheur qu'il trouva en train de pêcher de lui communiquer le nom de cette rivière. Pensant que ce blanc s'intéressait à ses modestes prises de la journée, il lui glissa laconiquement en kinande : « Si-mu-li-ki » ce qui se traduit par : « Il n'y a rien dedans ». Mais dans son carnet de voyages, l'explorateur indiqua qu'un indigène lui a révélé le vrai nom de cette rivière.

### XXIesiècle

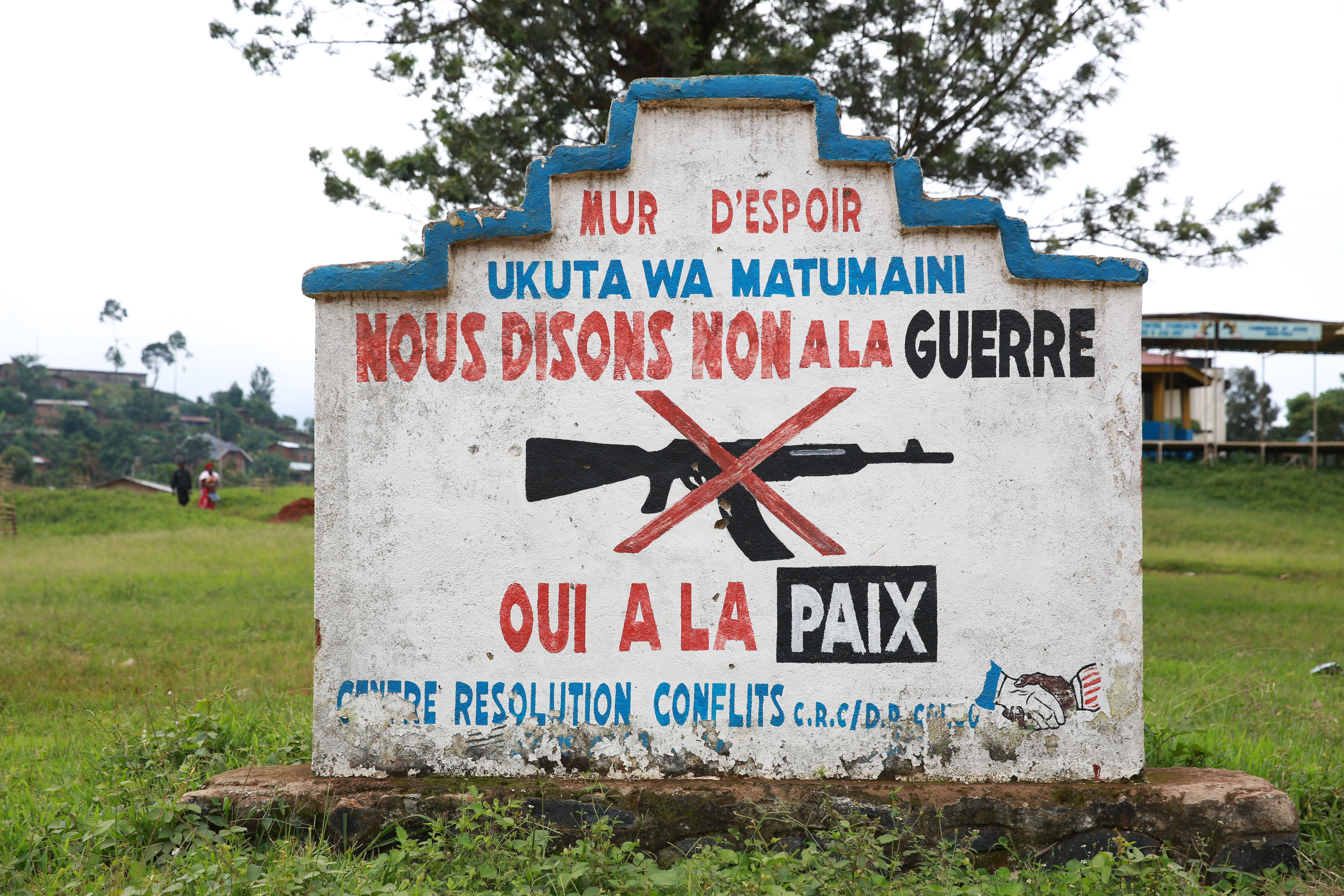
Le « mur d'espoir » à Beni (2014)

Ayant encore en mémoire le traumatisme causé par le pillage de leurs biens sous Mobutu (1991, 1993), les habitants de Beni et de ses environs investirent dans l'immobilier en construisant des maisons, des villas et des immeubles « que personne ne pourra leur dérober la nuit »[réf. souhaitée]. Cette prise de conscience se révéla payante[réf. souhaitée] et, du jour au lendemain, ce qui fut une cité sans âme[réf. souhaitée] devint une ville urbanisée, propre et grouillante d'activités[réf. souhaitée]. La cité de Beni fut officiellement élevée au rang de « ville » en 1998 par le Président de la République Laurent-Désiré Kabila. La majorité de sa population est composée de personnes issues de l'ethnie Nandé[réf. souhaitée]. Le projet en cours relatif à la réhabilitation de l'aérodrome de Beni Mavivi, à côté de Mavivi, va dans le sens de l'ouverture à l'international de cette région enclavée. En effet, la quasi-totalité de missions d'affaires vers ou au départ de Beni-Lubero passent jusqu'à présent par l'aéroport d'Entebbe, en Ouganda.
À partir des années 2010, les agriculteurs de Beni développent la culture du cacao.
Une loi votée en 2014 par le Parlement porte sur la création en RDC des Zones économiques spéciales (ZES). Ce sont des espaces industriels spécifiques bénéficiant d'exonérations fiscales pour les entreprises qui s'y implantent, un modèle qui a déjà fait ses preuves dans le monde à l'instar de Shenzhen, Dubaï, Hong Kong, etc. La zone qui abritera la ZES de Beni-Butembo n'est pas encore délimitée. Toutefois, cette zone se situera entre les deux villes précitées. La question de l'électricité se posera alors avec acuité car jusqu'en 2014, la ville de Beni n'était toujours pas électrifiée, freinant les opérateurs économiques dans l'industrialisation de la région.
En ville et dans le Beni (territoire), les accrochages ont été nombreux et meurtriers en 2014 et 2015 (12 mai 2015, particulièrement). Après un premier semestre 2016 chargé (une centaine de personnes), un nouveau massacre, de 42 personnes, s'y est déroulé le samedi 13 août 2016,.
Depuis l'élection de Julien Paluku Kahongya au poste de Gouverneur du Nord-Kivu en 2007, Beni était dirigée par Jules Mungwana Kasereka, jusqu'à sa suspension le lundi 14 avril 2008 par l'arrêté No 052 du 12 avril 2008. L'intérim a été assuré par le chef de bureau de la mairie jusqu'à l'élection de Masumbuko Nyonyi Bwanakawa, un ancien joueur du Football Club Beni-Sport, qui a commencé sa carrière politique au côté de Antipas Mbusa Nyamwisi au sein du RCD/K-ML, avant de se tourner vers le MLC de Jean-Pierre Bemba et, finalement, de revenir au PPRD, le parti qui se réclame de Joseph Kabila.
Dans les années 2010, la région est victimes de troubles dus à des tensions entre le gouvernement et les forces rebelles de l'ADF.
En octobre 2020, le maire par intérim est Modeste Bakwanamaha.

## Éducation

### Enseignement supérieur
La ville de Beni compte plusieurs universités et instituts supérieurs dont nous pouvons citées : 
- L’Université de l’Assomption du Congo de Beni (UAC-BENI en sigle) agréée par l’État congolais en date du 07 février 2023[17].
- L’Université Catholique du Graben (UCG) fondé le 22 aout 1989[18].
- L'Université Officielle de Semuliki[19].
- Université de l'Assomption du Congo de Beni, crée le 07 février 2023[20].
- Institut Supérieur de Développement Rural de Beni, fondée le 29 mai 2001[21].

## Agriculture
L'agriculture est tournée autour de la jambose rouge.

## Transports
La route Transafricaine 8 Lagos-Mombasa passe par Beni.

### Aéroports
Il existe deux aéroports desservant la ville, l'aéroport de Beni-Mavivi, le principal, surtout utilisé pour les vols nationaux et régionaux, et l'aéroport de Wageni communément appelé aéroport d'Enra, situé en plein centre-ville, n'est plus en service depuis 2010[réf. nécessaire].

## Lieux de culte
Parmi les lieux de culte, il y a principalement des églises et des temples chrétiens : Église adventiste du septième jour, Diocèse de Butembo-Beni (Église catholique), Église kimbanguiste, Communauté baptiste du Congo (Alliance baptiste mondiale), Communauté baptiste au centre de l'Afrique (Alliance baptiste mondiale), Assemblées de Dieu, province de l'Église anglicane du Congo (Communion anglicane), Communauté presbytérienne au Congo (Communion mondiale d'Églises réformées). Il y a aussi des mosquées.

## Administrations
| Période                                        | Période | Identité                  | Étiquette | Qualité |
| ---------------------------------------------- | ------- | ------------------------- | --------- | ------- |
| Avril 2021                                     | -       | Col Ehuta Omeonga Charles |           | maire   |
| Toutes les données ne sont pas encore connues. |         |                           |           |         |
| Avril 2021                                     | -       | Masumbuko BwanakawaI      |           | maire   |

La ville à 4 communes qui sont : Bungulu, Beu, Mulekera et Ruwenzori.

## Personnalités
- Delcat Idengo, auteur-compositeur et rappeur congolais, née à Beni en 1993.
- Masika Yalala, scientifique, députée, ministre, née à Beni en 1964.

## Environnement
En ville de Béni, à l'occasion de la  célébration de la journée mondiale de l'environnement, les experts en environnement ont mis l'accent sur la lutte contre la pollution plastique. Les conséquences des déchets plastiques sur le sol, dans l'air, même dans l'eau. Cette pollution plastique est à la base de plusieurs catastrophes naturelles et de maladies dans le monde[non pertinent]